# یواس‌اس اسکراگینگ (دی‌یی-۷۹۹)
یواس‌اس اسکراگینگ (دی‌یی-۷۹۹) (به انگلیسی: USS Scroggins (DE-799)) یک کشتی بود. این کشتی در سال ۱۹۴۳ ساخته شد.